# Finland i middelalderen
Finlands middelalderlige historie omfatter et tidsrum på henved 500 år fra 1000-tallet til 1500-tallet, hvor det finske samfund gennemgik store ændringer. Blandt disse forandringer kan nævnes indførelsen af svensk overhøjhed, dannelsen af en kirkelig organisation, indflytning af en svensksproget befolkning i kystegnene samt opdyrkning af og bosættelse i tidligere ødemarker.
Ved middelalderens begyndelse blev Finland mål for korstog både fra øst og fra vest, men tre svenske korstog blev hurtigt dominerende og af afgørende betydning for landets videre udvikling. Det første af disse skal have fundet sted i anden halvdel af 1150'erne og have rettet sig mod landets sydvestligste kyststrækninger, det andet skete i 1249. Det var ledet af Birger Jarl og rettede sig imod Tavastland helt frem til Karelen. Ingen af disse første korstog medførte dog, at svenskerne fik fast greb om landet. Et tredje forsøg fandt sted i 1290'erne og resulterede i kampe, som varede frem til 1323, da der blev indgået en fredsaftale mellem Novgorod og Sverige kendt som Nöteborgstraktaten, som resulterede i at Novgorod de facto anerkendte svensk overhøjhed over hele Finland, dog med en uafklaret og derfor senere omstridt grænse mod nord.
Den svenske overhøjhed førte til opførelse af kirker i Finland og oprettelsen af et finsk bispesæde i Åbo. Foruden kirker blev der oprettet nogle få klostre i landet. Af større betydning var dog, at der også blev oprettet købstæder til fremme af handelen, foruden Åbo også Ulfsby (Ulvila) ved Kumo älv, Närpes (Närpio), Korsholm (Mustasaari) og Pedersöre (Pietersaari), Raumo, Borgå og Viborg. Ved siden af disse købstæder fandtes handelspladser uden privilegier.
Langt den overvejende del af befolkningen boede på landet og levede af landbrug, mod vest i landsbyer og med agerskifter, mod øst i form af svedjebrug. Ved kysterne både ud mod Den Botniske Bugt og Finske Bugt samt ved indsøer og elve spillede fiskeri ligeledes en betydelig rolle.
Magtpolitisk fik både vedvarende konflikter mellem Danmark og Sverige i Kalmarunionen og forleninger til den svenske magtelite betydning for den vedvarende uro i landet gennem hele middelalderen, og efter, at Moskva underlagde sig Novgorod, indtraf fornyede konflikter med Rusland. Reformationen skete glidende, men munkene undgik ikke fordrivelse fra deres finske klostre. I 1554 blev det tidligere samlede stift delt, og Paul Juusten blev biskop i det nyoprettede Vyborgs stift 1554-1563.

## Baggrund: korstogstiden
Finland lå i den tidlige middelalder mellem to af Nordeuropas vigtigste handelsmagter, Sverige og Novgorod. En vigtig handelsvej krydsede Østersøen via Åland og den beskyttede kystskærgård og fulgte den Finske Bugts nordlige side frem til floden Nevas munding og videre til Ladoga. Finnerne deltog ikke selv i handelsrejserne, men handlede med pelsværk. Det lå i både Sveriges og Novgorods interesse at kontrollere dette område. På grund af bebyggelsens spredte beliggenhed opstod der ingen politisk organisation i Finland, som kunne modvirke dette.
Den romersk-katolske kirke var kommet til Svealand i 800-tallet, og den religiøse omvendelse fuldendtes i 1000-tallet. Finlands første kontakter med kristendommen synes imidlertid at være kommet fra øst, hvilket antydes ved, at visse begreber inden for kristendommen er slaviske låneord. Men snart synes påvirkningen fra vest at have fået overvægt. Overgangen til en ny begravelsesmåde er sket på Åland omkring år 1000, i det egentlige Finland og i Tavastland mellem 1150 og 1200 og i Karelen så sent som omkring år 1300. Befolkningen i Finland kan ligeledes være kommet i kontakt med kristendommen gennem handel med Gotland.
Hvornår bruddet mellem den svenske vikingetidsbosættelse i Rusland og Sverige indtraf er uklart. I 1054 indtraf bruddet mellem den katolske og den ortodokse kirke, et russisk angreb på en svensk flåde på 60 skibe på vej til Novgorod indtraf i 1142, og samme år hærgede ifølge russiske annaler en gruppe tavastere Ladogas sydlige bred, mens karelere det følgende år angreb Tavastland, og finner hærgede den svenske kyst.

### Første korstog
Der findes en overlevering om, at den svenske konge Erik den Hellige organiserede et felttog til Finland i anden halvdel af 1150'erne. Oplysningerne herom er yderst knappe. De fortæller, at den svenske konge i 1157 samlede en hær og drog til Finland. I henhold til traditionen tilbød han de hedenske finner at antage kristendommen, og da dette blev afvist, besejrede han dem i et stort slag, hvorefter finnerne blev døbt ved tvang. Erik vendte derefter hjem, men satte biskop Henrik til at ordne de kirkelige forhold. Denne overlevering findes nedskrevet i 1270'erne. I følge finsk folketradition var Henrik englænder og biskop i Uppsala. Han indledte med at døbe de overlevende hedninger i Kuppis kilde i Åbo. Allerede under sin første vinter i Finland blev Henrik angiveligt slået ihjel af en af de døbte, Lalli, på den isdækkede Kjulo mose. I 1164 drog svenskerne ifølge russiske krøniker med 55 skibe på hærgningstog mod byen Staraja Ladoga ved floden Volkovs udmunding i søen Ladoga, som hørte under Novgorod.
Både tyske og danske flåder var virksomme i området, og svenskerne indså, at de måtte forstærke grebet for ikke at miste kontrollen med Finland. Den danske konge Knud 6. underlagde sig det nordlige Estland ved et korstog år 1196, og sideløbende rettede han en del af sin virksomhed imod Finland både i 1191 og i 1202.
I henhold til en pavelig bulle udfærdiget af pave Innocentius 3. 1216 havde den svenske konge Knut Eriksson organiseret flere felttog for at styrke svenskernes stilling i Finland. Sverige og Novgorod var ikke de eneste magter, som havde interesse i området. Ifølge danske annaler har danskerne i 1191 foretaget et korstog til Finland, og der findes også oplysninger om et fornyet dansk forsøg på at erobre Finland i 1202. Den danske konge Knud 6. stod i spidsen for et korstog til Estland 1196, og dette land kom på danskernes hænder. Russiske købmænd blev overfaldet af gotlændinge 1188 og tyskernes betydning i handelen hen over Østersøen voksede ligeledes, efter at byen Lübeck var blevet grundlagt i 1140'erne.
Den svenske konge Erik Knutsson fik pavens velsignelse til sit ønske om, at Finland udtrykkeligt skulle være et svensk missionsområde. Svenskerne havde dog ingen indflydelse i det fjerntliggende Karelen, og fyrst Jaroslav af Novgorod gennemførte et korstog i Tavastland i vinteren 1226-1227 for at omvende indbyggerne til den ortodokse tro. Tavasterne på deres side hærgede Karelen året efter.
Muligvis efter anmodning fra den engelske dominikanermunk Thomas, som i 1220 var blevet udnævnt til biskop i Finland, erklærede Pave Gregor 9. år 1229 sin apostoliske beskyttelse over Finland og påbød desuden en handelsblokade mod Novgorod. I Tavastland opstod et oprør mod den kristne mission i vinteren 1236-1237, muligvis med støtte fra Novgorod eller Karelen. I december 1237 udfærdigede paven en korstogsbulle, som rettede sig mod dette oprør af "hedninge".
I henhold til Novgorodkrøniken invaderede en skandinavisk hær floden Nevas munding 1240. Den novgorodiske fyrste Alexander gik til angreb, og slaget indledtes om morgenen den 15. juli 1240. Ifølge krøniken led skandinaverne store tab og trak sig tilbage.
I 1245 skal Thomas have frasagt sig bispeværdigheden, formentlig på grund af modgang. Han blev efterfulgt af svenskeren Bero (Björn) senest i 1249.

### Andet korstog
I henhold til Erikskrøniken, nedtegnet omkring år 1330, fandt det andet svenske korstog sted år 1249. Anført af Birger Jarl angreb man Tavastland helt frem til Karelen. Birger Jarl måtte dog vende tilbage til Sverige, da kong Erik den Læspe og Halte døde 1250. Dateringen er dog problematisk, og en teori er, at korstoget fandt sted i forbindelse med tavasternes oprør 10 år tidligere. For dette taler, at svenskerne ikke skulle have kunnet organisere et krigstogt til Finland 1249-1250, fordi landet da var i en alvorlig krise med Norge. Somrene 1248 og 1249 mødtes svenskerne og nordmændene ved Göta älv. Kong Erik den Læspe og Halte døde i februar 1250, og Birger Jarl fik sin søn Valdemar valgt til konge, et tronvalg som vakte stor modstand, som ikke var overvundet før 1251. Det forekommer i henhold til denne teori mere sandsynligt, at det andet korstog skete i enten 1238, eller snarere 1239. At oprøret blev slået ned kan ses som en forudsætning for at gennemføre det tidligere nævnte angreb på Neva-området i 1240. Påfaldende er det, at i dette korstog i 1240 deltog finner og tavastere. Senere, i 1249, angreb Birger Jarl tavasterne,og efter at havebesejret dem anlagde svenskerne en fæstning, Tavastehus, for at kunne fastholde kontrollen. Tavastehus ældste dele er dateret til 1260'erne, men det er mere sandsynligt, at hovedparten af slottet er opført samtidigt med Åbo Slot, dvs. omkring 1280. De ældste skriftlige belæg for en foged i Tavastland er fra 1297.
Den svenske kontrol med Finland understregedes ved anlæggelsen af borge, og kong Magnus Ladulås udnævnte 1284 sin bror Bengt til hertug af Finland. Fra begyndelsen af 1250'erne, måske tidligere, indledtes en svensk kolonisering langs Nyland og den Botniske Bugts østkyst.

### Tredje korstog
I løbet af 1200-tallets sidste årtier fortsatte krigen mellem Novgorod og Sverige. I 1292 angreb Novgorod Tavastland. Senere samme år angreb svenske tropper Karelen og Ingermanland. Året efter samlede sveernes regent Torgils Knutsson en stor ledingsflåde, som angreb handelspladsen Suomenvedenpohja i Karelen og lod i dette grænseområde mellem stormagterne opføre en borg ved navn Viborg. Den svenske ledingsflåde sejlede ifølge krøniken hjem om efteråret 1293. Næste forår, den 30. marts 1294, blev Vyborgs fæstning angrebet af novgoroderne, anført af fyrsten Roman Glebovitj af Smolensk. Fæstningen var bygget på en holm og blev for svær at indtage, da isen rundt om smeltede. Senere samme år vendte den svenske flåde tilbage, og svenskerne gik til angreb mod træfæstningen Kexholm, der blev erobret. Tidligt 1295 angreb novgoroderne Kexholm, og blot to af forsvarerne undslap. For svenskerne var krigstogtet til Karelen en stor sejr, da man med fæstningen Vyborg som base nu kunne tage kontrol med det vestlige Karelen.
I foråret 1300 samlede Torgils Knutsson en stor flåde, som ankrede op ved floden Nevas udløb i Den Finske Bugt. Der begyndte svenskerne at opføre en fæstning på en landtange mellem Neva og floden Okhta. Fæstningen fik navnet Landskrona. Inden for kort tid blev fæstningen imidlertid angrebet, sandsynligvis af novgoroder, men angrebet mislykkedes. I efteråret efterlod man blot en mindre besætning i Landskrona, og da tropper fra Novgorod atter angreb den 19. maj 1301, lykkedes det dem at erobre fæstningen.

## Freden i Nöteborg og Finlands grænse
Nogen rigsgrænse eksisterede ikke, da Sverige begyndte sine korstog, men Novgorods fyrste Dmitri hævdede i 1278 at have taget karelerne under sin beskyttelse. Novgorod lod de områder, man kontrollerede, inddele i skattedistrikter, kaldet pogoster (karelsk: pokosta, svensk: gisslalag), der i størrelse kunne svare til et sogn, et herred eller blot en del af et sogn.
Efter, at novgoroderne havde hærget Åbo 1318 og angrebet Vyborg 1321 og 1322, mens svenskerne havde angrebet Kexholm 1322, sluttedes en fredsaftale mellem Novgorod og Sverige i 1323 i grænsefæstningen Nöteborg kendt som Nöteborgstraktaten. Novgorod afstod de dele af Karelen, som Sverige da allerede kontrollerede, pogosterne Savolax, Jääskis og Äyräpää. Man bestemte nøje hvorledes, grænsen skulle gå: fra Systerbäck (finsk: Rajajoki) til elven Vuoksen, herfra vestpå til Noisniemi, via søerne Helisevä, Äitjärvi og Toisajärvi til Saimens sydøstligste bugt Särkilahti. Strækningen derefter er uklar, men retningsgivende var Samosalo, Siitti syd for Verkaus, Karjalankoski, Kolimakoski, Petojeki (fejlstavet formentlig for Pathajoki) til Kajana eller Hälsing hav. Der er usikkerhed om flere af disse stednavne, og der findes flere teorier om, hvorledes grænsen blev draget. Historikeren Jalmari Jaakkola mente i 1926, at grænsen gik langs den tavast-karelske stammegrænse og endte ved Pattijoki ved den Botniske Bugt. I følge en teori fremlagt af historikeren Ragnar Rosén gik grænsen helt ud til den Botniske Bugt ved mundingen af Pyhäjoki älv. I 1968 publicerede historikeren Jarl Gallén en undersøgelse, hvori han nok tilsluttede sig den opfattelse, at grænsen sluttede i den Botniske Bugt, men hævdede at området nord for denne var en alminding, hvor både Sverige og Novgorod havde interesser.

## Kirken i Finland
Næsten intet er kendt om hvorledes, kirken i Finland virkede i den tidlige middelalder. Ifølge en biskopskrønike fra slutningen af 1400-tallet efterfulgtes biskop Henrik af Rodulf fra Västergötland, som selv blev efterfulgt af kanniken Folkqvinus fra Uppsala. Åbo stift, oprettet i 1200-tallet, var underlagt ærkebiskoppen i Uppsala. Biskopskrøniken kan dog ikke anses at være pålidelig med hensyn til den ældste periode.
De ældste stenkirker fra 1200-tallet findes på Åland. På fastlandet er forsamlingskirker af sten først blevet opført fra slutningen af 1200-tallet. Åbo stift blev i 1200-tallet Sveriges rigeste stift efter ærkestiftet i Uppsala og i løbet af århundredet oprettedes kirkesogne i hurtig takt. År 1300 indviedes Åbo Domkirke. Biskoppen i Åbo havde ikke blot magt over kirken men sad også i rigsrådet og kunne dermed påvirke politikken i landet. Efter 1350 udnævntes biskoppen formelt af paven, men i praksis af domkapitlet. Da kirken krævede færdigheder i at læse, skrive og tale latin, oprettedes Katedralskolen i Åbo for at undervise heri.
Biskopper i Finland var Bero (1245-1258), Ragvald (1258-1266), Catillus (Kettil, 1266-1286), Johannes I (1286-1290), Magnus I (1291-1308), Ragvald II (1308-1321), Benedictus (Bengt, 1321-1338), Hemming (1338-1366).
Fra og med anden halvdel af 1200-tallet var kirken i Finland inde i en hastig udvikling. Ved siden af biskoppen i Åbo oprettedes et domkapitel, som 1286 valgte biskoppen for første gang. Fra slutningen af 1200-tallet oprettedes en række kirkesogne, hurtigst i det egentlige Finland, hvor antallet sogne voksede fra 17 i begyndelsen af 1300-tallet til omkring det dobbelte i midten af århundredet. I Nyland oprettedes sogne i Lojo, Tenala, Borgå og Sibbo på denne tid. I Tavastland og Österbotten er de ældste kirkesogne fra 1200-tallet.

### Klostre i Finland
Der blev kun oprettet få klostre i Finland.
Dominikanerne kom formodentlig til Finland i forbindelse med det andet korstog og oprettede i 1249 et Sankt Olofs kloster i Åbo og et kloster i Viborg i 1392. Et birgittinerkloster oprettedes i Masko sogn 1438 og fik navnet vallis gratiae, (det nuværende Nådendal). Et franciskanerkloster oprettedes i Vyborg i 1403, og i Kökar på Åland oprettedes et franciskanerkloster før 1472.

## Landbrug
I middelalderens Finland spillede landbrug en hovedrolle som næringsvej. Endnu ved slutningen af middelalderen udgjorde selvstændige skattebønder 96% af landbefolkningen, mens ufrie bønder kun udgjorde 4%, underlagt kirken, Kronen, adelen eller borgere.
Det finske landbrug var delt i to, klart adskilte områder: i det vestlige Finland (Egentlige Finland, Satakunta, Nyland, Tavastland og Sydösterbotten) forekom agerskifter og her fandtes også egentlige landsbyer, i det østlige Finland (Savolax og Karelen) var svedjebrug udbredt, og her lå gårdene spredte. I det mellemste og nordlige Österbotten lå gårdene i rækker langs åer og elve. Undersøgelser tyder på, at der i ældre tid også i det østlige Finland forekom store samlede bebyggelser i forbindelse med jagt og fiskeri, men at med svedjebrugsteknikken med dens store arealkrav var en sådan samling uheldig, og følgen var, at der skete en spredning af bebyggelsen.
Det er uklart, hvornår agerskifter er blevet indført. Den første omtale på Åland stammer fra 1386 og igen 1400, 1401 og 1403, men derefter skal man frem til 1500-tallet, førend det omtales igen. Første omtale af agerskifte i Satakunda er fra 1402 og igen i 1447. Det menes derfor, at det først er blevet indført i første havdel af 1400-tallet, hvor den findes omtalt i sognene Eura, Euraåminne, Vittis, Kumo, Loimijoki, Ulvsby samt Kjulo fjerding. I Tavastland kendes det ligeledes fra 1400-tallets anden del. I Nyland kendes det også fra første halvdel af 1400-tallet. Der er indicier på, at det er adel og kirke, som har taget initiativerne til overgangen til dette jordskifte.
Hen imod slutningen af middelalderen skete også et landnam i Finland, således i Savolax i 1500-tallet, hvor nyryddet jord i tidligere almindinger kunne henregnes til særskilte gårde, hvis de blev omgivet af en gravet grøft.

## Fiskeri
Fiskeri forekom i alle dele af Finland. Skattebøger fra 1500-tallet viser, at Kronen forsøgte at beskatte fiskeriet i både skærgården, indsøer og elve.
Skærgårdsfiskeri forekom i Den Finske Bugt. Her blev fanget sild. Fiskere ankom ikke blot fra Finland men tillige fra Estland og Karelen for at deltage i fiskeriet, som skete i både med 2-9 mand, oftest 4 mand. I fiskesæsonen boede fiskerne i fiskelejer på de ydre skær. Hvert bådelav havde sin egen hytte. I Bottenviken fandt et lignende fiskeri sted. Mange af fiskerne kom fra langt inde i indlandet og fra Sverige, hvilket førte til klager fra borgerne i Åbo.
Fiskeriet i Karelen er bevidnet i Nöteborg-traktaten, hvor det blandt andet bestemmes, at de karelske sogne, som forblev under Novgorods overhøjhed, skulle eje halvdelen af visse fiskevande ved Viborg.
I indlandet kunne flere landsbyer deles om samme fiskevand og fordelagtige fiskepladser fx ved åmundinger kunne være fælles for flere sogne. En vigtig fiskeplads fandtes ved Ule älv. Fiskeriet i elve fandt sted som regulerede andele. Fiskeriet i ferskvande omfattede især laks og helt.

## Handel
Tre betydningsfulde handelsveje lå i tilknytning til Finland.
Den første var austrvegr, ruten fra Østersøen gennem Den Finske Bugt og videre ad Neva til Ladoga og herfra sydpå ad Volkhov til Novgorod. Foruden transithandelen med Novgorod spillede søvejen også en rolle for stedlig handel, således omtales i et pavebrev fra 1229 og i to andre dokumenter fra 1260'erne købmænd fra Gotland i Karelen, og i 1285 stadfæstede Magnus Ladulås gotlændingenes rettigheder med hensyn til handelen på Karelen.
Den anden handelsrute med forbindelse til Stockholm gik via Ålandsøerne op langs den finske vestkyst i Den Botniske Bugt og Bottenviken. Allerede tidligt blev Stockholms stilling fastlagt ved det, som siden blev kendt som bottniska handelstvånget, idet det blev bestemt, at "Alle mænd fra Finland, bortset fra Åbos borgere, fra Nyland, Roden, Hälsingland eller Gästrikland skal intetsteds drive sin handel med skib bortset fra i Stockholm." Bestemmelsen kunne dog ikke forhindre de finske byer i også at handle på Tallinn, og skiftende svenske regenter gav også handelsprivilegier med fri sejlads på udlandet til flere byer, således til Raumo i 1442 og igen i 1476, dog ophævet igen i 1502.
Den tredje handelsrute gik tværs gennem landet via et netværk af elve og søer og strakte sig fra Ladoga (Nevajärvi) over Pyhäjärvi, Orivesi, Pielis älv (Pielisjoki) til Pielis sø, videre over Nuasjärvi, Ule träsk (Oulujärvi) og Ule älv (Oulujärvi) til Uleborg ved Bottenviken. En sidegren udgik fra Pielis over Lieksajoki, Repola, Kiimasjärvi, Paanajärvi til Kemi älv og endte ved Kem ved elvens udmundig i Hvidehavet. Denne handelsrute formodes at være karelernes gamle handelsvej til Bottenviken, og det kan have spillet ind ved grænsefastsættelsen mellem Sverige og Novgorod i Nöteborg-traktaten fra 1323, idet hele ruten kom til at ligge indenfor Nöteborgs interessesfære.
Egentlige handelsprivilegier var i middelalderen få: Åbo var længe den eneste by i Finland med handelsprivilegier. De ældste menes at gå tilbage til Birger Jarls tid, og fra 1309 kendes byens segl, men den første omtale af privilegier strammer fra 1428. Byens handelsprivilegier blev bekræftede i 1444, 1461 og 1476. Af andre steder, som opnåede rettigheder til handel, var Ulfsby (Ulvila) ved Kumo älv i 1347, Närpes (Närpio), Korsholm (Mustasaari) og Pedersöre (Pietersaari) i 1348, givet af Magnus Eriksson og bekræftet 1357 af Erik Magnusson. I 1361 fik Ulfsby udvidet sin handelsret til at omfatte hele Norrbotten. Raumo havde fået privilegier i 1442 og 1476, og efter ophævelsen i 1502 fik byen nye privilegier på international handel i 1504, dog ophævet igen i 1505, og atter givet i 1512. Endelig fik Borgå stadsprivilegier formentlig i 1347, og Vyborg fik købstadsprivilegier i 1403.
Ved siden af de priviligerede købstæder fandtes en række handelspladser med markeder, blandt dem Uleåsalo (Oulunsalo) ved Ule älvs udmunding, kendt fra 1415.
De vigtigste importvarer var salt og korn, mens de vigtigste eksportvarer var kvæg-, skovprodukter og vildt. Det ser ud til, at det sydlige Finland fik det meste af sit salt fra Tallinn, mens Savolax måske fik sit salt fra Hvidehavet. Smør blev eksporteret dels af kirkens folk (bisp, domprovst, sognepræster), dels af slotshøvdingene på Åbo, Vyborg og Raseborg. Tjære, som blandt andet blev brugt ved skibsbyggeri, blev produceret og eksporteret fra kystsognene langs Finske Bugt, især Raseborgs län, Borgå län og Karelen og fra købstæderne Åbo, Helsingfors, Vyborg og Raumo. Tran og sælspæk blev eksporteret fra Åbo og Viborg, Borgå og Pernå til især Tallinn. Endelig skete en omfattende træeksport, i form af sparrer til kogger, brædder både fra Nyland og fra Åbo, Raumo og Helsingfors og ved til brændsel (især via Åland). Denne eksport er først dokumenteret i 1430'erne og synes at være vokset ind i 1500-tallet.

## Politiske begivenheder
Ved 1200-tallets afslutning havde statsmagten tre fæstninger at støtte sig på: Åbo, Tavastehus og Viborg (Vyborg). Der fandtes også et forvaltningsapparat, som indkrævede skatter i form af dagsværk og tiende. Fra begyndelsen havde man med begrebet Finland ment den sydvestre del, det egentlige Finland, men med tiden kom også senere erobrede områder som Tavastland og Karelen at regnes med. I princippet var grænsen blevet fastlagt ved Nöteborg-traktaten i 1323, men i praksis respekterede Sverige ikke grænsedragningen, idet de nordlige områder (hvor grænsen ikke var fastlagt i detaljer) blev befolkede med svenske og finske kolonister (birkarlar), hvorved området i realiteten kom under den svenske krones kontrol.
I slutningen af 1340'erne genoptog svenskerne deres offensive politik østpå. Kong Magnus Eriksson besøgte Vyborg 1347, og foråret 1348 afsejlede en flåde, som efter belejring indtog Nöteborg ved Neva. Efter at have efterladt en mindre besætning vendte hoveddelen af styrkerne tilbage til Sverige. Styrker fra Novgorod belejrede dog svenskerne, som måtte overgive sig i februar eller marts 1349. Svenskerne forsøgte at generobre Nöteborg 1350, men det mislykkedes, og i stedet hærgede novgoroderne byen Vyborg den 21. marts 1351, men kunne ikke indtage Vyborgs fæstning.
I 1352 forlenedes Finland som hertugdømme til Bengt Algotsson, hvilket blev en udløsende faktor til borgerkrigen mellem kong Magnus og hans søn Erik 1356. Fra denne tid findes en kundgørelse, som giver den finske lagmand ret til at deltage i kongevalget på samme vilkår som lagmænd fra gammel tid havde haft. Denne bestod i ret til at være tilstede ved valget sammen med præster og tolv mand fra almuen. Udover kongerne Håkan og Magnus har rigets samtlige biskopper og ti stormænd sat deres segl på kundgørelsen. Kundgørelsen er dateret til den 15. februar 1362. Dermed var Finland blevet ligestillet med andre dele af det svenske rige. Af praktiske og geografiske grunde kom denne ret til at deltage i kongevalgene aldrig til udførelse.

### Magtkampen mellem nordisk og tysk
Sverige hærgedes af borgerkrig i mange år fremover, men det endte med, at kong Magnus søstersøn Albrecht af Mecklenburg valgtes til svensk konge den 15. februar 1364. Folkungaslægten havde dog fortsat støtte i Finland, og Åbo Slot blev først efter en længere belejring overgivet til Albrecht.
I løbet af resten af 1360'erne voksede modviljen mod, at kong Albrecht lod tyskere få en stadig større indflydelse i forvaltningen. Da en bondehær truede med at indtage Stockholm, formåede Magnus Erikssons søn Håkan Magnusson og rigsrådet at aftvinge Albrecht en håndfæstning, som gjorde ham næsten magtesløs.
Den virkelige magthaver var rigsdrosten Bo Jonsson Grip, der til sin død i 1386 havde hele Finland i forlening. Ved forskellige tiltag blev han Skandinaviens største jordejer nogensinde og besad 1374 alle fogderier i Finland. Ifølge en kilde ejede han gårde i 340 sogne i riget. Han opførte tillige Kastelholm på Åland, Raseborg i vestre Nyland, Korsholms slot i Österbotten samt en træborg ved Ule älvs munding. Efter hans død 1386 forsøgte kong Albrecht at få fat i disse ejendomme for at genvinde sin tidligere magtstilling. Albrecht tog tyske forbundsfæller til hjælp mens de svenske stormænd fik hjælp af den danske konges formyndere, dronning Margrethe. Hun valgtes de facto til Sveriges regent den 20. maj 1388. Den 24. februar 1389 mødtes de to hære i slaget ved Åsle uden for Falköping, som sluttede med sejr for danskerne. Til trods for, at Albrecht var blevet fængslet, havde hans tilhængere kontrol over slottene i Stockholm og Kalmar, og stridigheder fortsatte til 1395.

### Krige med Novgorod
Krig og plyndringstog fortsatte mellem Sverige og Novgorod. Ifølge Novgorodkrøniken angreb disse en tysk by eller borg nær en elv ved den Botniske Bugt, som kallas Owla 1377. Novgorodkrøniken kalder alle katolikker for tyskere, og ifølge en teori er Owla identisk med Uleå i det nordlige Finland ved den Botniske Bugt. Ifølge krøniken angreb svenskerne Ingermanland 1395 og landet nord for Ladoga 1396. Efter nogle år med ro angreb Novgorod byen Vyborg den 26. marts 1411 og hærgede byen men formåede ikke at indtage fæstningen. Uleå blev hærget igen i 1415.

### Kalmarunionen
I 1396 valgtes Margrethes søsterdattersøn Erik af Pommern til konge i Danmark, Norge og Sverige. Margrethe havde dog den faktiske kontrol frem til sin død 1412, og hun gennemdrev 1397 Kalmarunionen. Margrethe gik ind for at centralisere forvaltningen og de finske slotslen, med undtagelse af Vyborg, forvaltedes af fogeder i stedet for af adelen. Kong Erik besøgte Finland mindst to gange, og blandt andet deklarerede han 1411, at ødemarkerne tilhørte kronen. Disse afsides særmarker kunne ligge op til 200-250 km fra hjembygden og blev brugt af byerne til jagt og fiskeri.
På grund af de forøgede skatter udbrød et bondeoprør i øvre Satakunda 1438, og der var uroligheder både i Tavastland og Karelen. Kun lidt er kendt om disse bondeoprør. Sveriges rigsforstander Karl Knutsson (Bonde) gik med på at lade Christoffer af Bayern blive valgt til konge i september 1440 men fik selv ved siden af nogle len i Sverige også alle slotte og len i Finland i forlening, bortset fra Kastelholms Slot og Åland län. Han boede herefter på Vyborg Slot, indtil han i 1448 blev valgt til svensk konge, men han mistede tronen igen i 1465, vendte tilbage til Finland og boede på Raseborg, indtil han atter for en kortere periode, 1467-1470, vandt kronen.
Christoffer af Bayern døde pludseligt 1448, og den 20. juni valgte det svenske rigsråd Karl Knutsson (Bonde) til svensk konge. I september valgte danskerne imidlertid greve Christian af Oldenburg til dansk konge. Den 20. november 1449 blev Karl kronet til konge af Norge i Trondhjem. Årene efter kendetegnedes af krig mellem Sverige og Danmark, indtil Christian 1. også valgtes til konge i Sverige den 29. juni 1457. Dagen efter blev han samtidigt valgt til konge ved en ceremoni i Åbo for at på denne måde undgå en besværende kongeforsikring.
Karl gjorde forsøg på at genvinde den svenske trone og truede med at overdrage Vyborg slot til russerne, men Christian sendte en hær og genvandt slottet samt sendte 30.000 fjender på flugt. I 1456 blev han af Christian I anklaget for samarbejde med russerne, der blev betragtet som hedninger af pavestolen i Rom, i et brev dateret 19. oktober 1457 erklærede pave Callistus III i forlængelse heraf i et brev til ærkebiskoppen i Uppsala, Jöns Bengtsson Oxenstierna, Karl for en tyran og støtte for hedninge. I 1463 skrev Christian til pave Pius II, at russerne havde angrebet Sverige, Norge og Finland som forklaring på, at han havde sendt en hær til Finland for at forsvare landet. Christians tiltag blev set på linje med korstog.

### Nye grænsestridigheder
Ved Finlands østgrænse var der relativt roligt, efter som Novgorod var ramt af indre uroligheder. De tre brødre Axelsson havde kontrol over Finland – Erik Axelsen Thott havde Vyborg og Tavastehus, Iver Axelsen Thott havde Korsholm, mens Lars Axelsen Thott havde Raseborg. Opdyrkningen af ødemarken havde gjort, at nybyggerne havde trængt over grænsen både i Savolax og Österbotten. Erik Axelsson Thott styrkede forsvaret af Finland blandt andet ved at bygge en bymur rundt om Vyborg. Han byggede også en fæstning, Olofsborg, ved sundet mellem Saimen og Haukivesi, muligvis på den russiske side af grænsen.
Novgorod anerkendte 1471 Moskvas overhøjhed, og 1478 var dets selvstændighed ude. I 1479 hærgedes egnen omkring Olofsborg af russerne, og Erik Axelsson Thott anførte en hævnkspedition året efter. De tre Axelssønner døde i 1480'erne, og den svenske rigsforstander Sten Sture den ældre tiltvang sig Vyborg og de øvrige østfinske len.
I 1492 angreb russiske styrker Vyborg slot, og svenskerne måtte anmode riddere fra den tyske orden i Baltikum om hjælp. I 1493 indledte kong Hans forhandlinger med russerne om grænsefred med anerkendelse af grænsen fra 1323 som grundlag og med udveksling af fanger. I mellemtiden blev der i 1494 indgået en fredsaftale mellem Moskva og den tyske orden, hvilket undergravede svenskernes mulighed for hjælp herfra i tilfælde af et nyt angreb. Den 21. september 1495 omringede russiske styrker Vyborg, men statholderen Knut Jönsson Posse formåede at afværge de første angreb. De russiske styrker begyndte at belejre fæstningen, og de havde desuden medbragt artilleri, som skadede tårne og mure. Den 30. november indledte de et angreb, som svenskerne afværgede trods svagere vilkår. Ifølge legenden om den viborgska smällen skal russerne have besat et tårn, som svenskerne fik held til at sprænge i luften, men dette er vistnok kun en skrøne. Grupper af russere plyndrede og hærgede derefter det østlige Finland og Tavastland, formodentlig også Österbotten. Året efter angreb svenske tropper den russiske befæstning Ivangorod i Ingermanland, der blev indtaget og ødelagdes til grunden. Der efter var både Sverige og Rusland udmattede af krigen, og en fredsaftale undertegnedes i Novgorod den 3. marts 1497.

### Svenske forleninger af Finland
År 1497 blev rigsforstanderen Sten Sture den ældre afsat, men den nye konge, Hans, lod ham få hele Finland med alle dets slotte i livstids forlening. Kong Hans tid som Sveriges konge blev dog kort, og 1501 udbrød et oprør, som rettede sig blandt andet mod de af kongen indsatte udenlandske fogder. Den 21. januar 1504 valgtes Svante Nilsson (Sture) til rigsforstander.
Sverige var dog fortsat i krig med Danmark. Den danske flåde hærgede kysterne, og den danske kaptajn Søren Norby indtog Kastelholm på Åland i juli 1507. Året efter angreb han Borgå. Den 2. august 1509 indtog den danske ridder Otto Rud Åbo, plyndrede byen og bortførte skattene i domkirken. Klosteret i Nådendal måtte lide samme skæbne.
Krigen mellem Sverige og Danmark førtes på lavblus 1512-1516. Svante Nilsson (Sture) døde i 1512 og kong Hans i 1513. Danskerne gav det svenske rigsråd to muligheder: enten at vælge Christian 2. til svensk konge eller at betale en årlig tribut. Svenskerne forhalede, og nye stridigheder udbrød, hvilke sluttede med, at Christian 2. kunne indtage Stockholm den 7. september 1520. Dermed var også hele Finland formelt i danskernes besiddelse.
Befalingsmændene på de finske slotte havde stillet sig bag Sten Sture den yngre. Disse blev nu byttet ud med danskere: Lyder van Offense på Kastelholm, Wulff von Grevendorp på Åbo Slot, Jöns Matson på Tavastehus, Tile Gisseler på Raseborg og Rolef Madsen på Vyborg og Olofsborg. Imidlertid var der også finske adelige, som gjorde oprør mod det danske styre, således Erik Fleming, Ivar Fleming og Nils Grabbe.
Kong Christian 2. bød hele den svenske magtelite til kroningen i Stockholm. Som vanen bød, udnævnte kongen unge adelsmænd til riddere, men denne gang blev kun danskere udnævnte med forklaringen, at Sverige var erobret med våbenmagt. Den udlovede amnesti for forbrydelser de seneste år, blev brudt af kongen, da han lod et antal adelsmænd og biskopper gribe og dømme til døden ved Det Stockholmske Blodbad.
Kongens politik blev indledningen til en ny borgerkrig. Borgerkrigen medførte, at Sverige endegyldigt forlod Kalmarunionen og førte til, at en ung adelsmand, Gustav Eriksson (Vasa) valgtes til Sveriges konge. I 1523 var det slut med det danske styre i Finland.

### Reformationen
Svenskevældet kom også til at markere Reformationens gennemførelse i Finland. Efter, at Finlands sidste katolske biskop, Arvid Kurck, var død i 1522, blev Åbo biskopsstift i årene 1524-1527 ledet af Erik Svensson som valgbiskop ("electus"), som ikke udøvede fuld biskopsmyndighed. Efter hans afgang blev Martin Skytte udnævnt til ny biskop i Åbo. Han blev viet til sit embede på traditionel katolsk vis og forblev selv trofast mod katoliscismen, men bremsede ikke reformationens gennemførelse. I 1531 blev den første svenske messe gennemført i Åbo, og kort tid efter blev bestemt, at gudstjenesten i fremtiden skulle ske på landets egne sprog. I 1537 brændte dominikanerklostret i Åbo, og i 1538 blev munkene i franciskanerklosteret i Raumo fordrevet. En lignende skæbne overgik de øvrige klostre i landet, franciskaner- og dominikanerklostrene i Vyborg samt franciskanerklosteret i Kökar. Kun birgittinerklosteret i Nådendal overlevede frem til århundredets slutning, omend i ringe stand. I takt med, at de katolske ordninger blev ophævede, inddrog Gustaf Vasa hensynsløst en stor del af kirkens indkomster og ejendomme. Af stor betydning var det, at rektoren ved Åbo katedralskola, senere biskop i årene 1554-57 Mikael Agricola formåede at skrive en række kirkelige, finske skrifter og lave oversættelser af Bibelen. I 1554 blev stiftet delt, og Paul Juusten blev biskop i Viborgs stift 1554-1563.